# Прилепы (Красногвардейский район)
Прилепы — село в Красногвардейском районе Белгородской области. Входит в состав Марьевского сельского поселения.

## География
Село расположено недалеко от районного центра — Бирюча.
Часовой пояс
Село Прилепы как и вся Белгородская область, находится в часовой зоне МСК (московское время). Смещение применяемого времени относительно UTC составляет +3:00.

## Население
| 1859 | 1897  | 2002 | 2010 |
| ---- | ----- | ---- | ---- |
| 1150 | ↘1094 | ↘384 | ↘327 |